# Сененех (фараон)
Сененех (Сетут) — правитель древнего Египта из IX династии. Его личность известна только из Туринского папируса (позиция 4.22), где написано не полностью, в настоящее время нет археологических находок, подтверждающих его правление. Он должен был править из города Гераклеополь после Небкара Хети или Уахкара Хети.  Его преемником стал неизвестный правитель той же династии.